# Вольновский поселковый совет
Во́льновский поселко́вый сове́т  (укр. Вільненська селищна рада, крымскотат. Frayleben qasaba şurası) —  административно-территориальная единица в Джанкойском районе АР Крым Украины (фактически до 2014 года).
Поссовет был образован в 1995 году с приданием селу Вольное статуса посёлка городского типа.
До 1995 года он составлял Вольновский сельский совет, который до 1991 года входил в Крымскую область УССР в составе СССР. В 1930 году в Биюк-Онларском районе Крымской АССР РСФСР в составе СССР он представлял собой Рейзендорфский сельский совет, а после образования в 1935 году Тельманского района — Фрайлебенский сельсовет (в связи с переименованием Рейзендорфа в Фрайлебен).
Указом Президиума Верховного Совета РСФСР от 21 августа 1945 года Фрайлебен был переименован в Вольное и Фрайлебенский сельсовет — в Вольновский.
Население по переписи 2001 года — 2 044 человека, площадь совета 11,6 км².
К 2014 году поссовет состоял из 1 пгт Вольное.
С 2014 года на месте поссовета находится Вольновское сельское поселение.